# 中島敏文
中島 敏文（なかじま としふみ、1950年7月29日 - ）は、広島県高田郡吉田町（現・安芸高田市）の元騎手・元調教師である。
実父・中島時一も元騎手、中島啓之は実兄。

## 来歴
父・時一は戦前の騎手・調教師で、牝馬のヒサトモで1937年の東京優駿をレコードタイムで制覇している。父母の疎開先の広島で生まれ、時一のダービー優勝時には啓之と敏文はまだ生まれていなかった。
1968年に京都・上田武司厩舎の騎手候補生となり、1969年3月にデビュー。同期には田村正光、上野（伊藤）清章、須貝四郎、楠孝志、内田国夫、西浦勝一がいる。同1日の京都第5競走障害5歳以上未勝利・フェアダッシュで初騎乗を果たすが、落馬で競走中止というほろ苦いデビューとなった。30日の阪神第2競走4歳未勝利・サンダイウメサカエで初勝利を挙げ、2着に西浦が騎乗するアラムシャが入って新人のワンツーとなった。1年目の同年から2桁勝利の11勝を挙げ、1980年まで12年連続でマーク。3年目の1971年からは平地の騎乗に専念し、1979年の日経新春杯ではスズカシンプウでキャプテンナムラ・ホクトボーイを破って重賞初制覇。同年は栗東・上田三千夫厩舎に一度移籍した後、美浦・藤本晋厩舎へ移籍。パークボーイでセイユウ記念とアラブ王冠（秋）も制するなど重賞3勝を挙げ、自己最多の25勝をマーク。1980年は福島で7勝（夏2勝・秋5勝）、新潟で5勝（春3勝・夏2勝）を挙げるなど17勝をマーク。1984年には引退まで全て手綱を執ったハッピーオールトンで格上挑戦のクイーンステークスを制すが、エリザベス女王杯では鞍ずれにより競走を中止する。1985年には中央時代全て手綱を執ったチェリーフットでウインターステークスを制すが、それまでの追い込みから一変して、先行逃げ粘りで勝利。1986年にはフェブラリーHではハツノアモイの2着に入り、帝王賞にも参戦。1988年の福島記念ではダイナダルタニアンでユウミロクに先着の3着に逃げ粘り、同馬では1989年1月16日の中山第11競走初富士ステークスを15頭中15番人気で制す。1990年12月1日の中山第7競走3歳新馬で後に自身が管理するモンタミールで最後の勝利を飾り、同16日の中山第1競走アラブ3歳オープン・アブクマホマレ（8頭中6着）が最後の騎乗となった。1991年引退。
引退後は同年3月から厩舎を開業し、7月に初出走。1999年にハイフレンドコードが阪神牝馬特別を制し、唯一の重賞勝利を記録。
2011年10月20日付で、調教師を勇退した。通算成績は中央3294戦150勝、地方201戦12勝。

## 騎手成績
| 通算成績 | 1着 | 2着 | 3着 | 4着以下 | 騎乗回数 | 勝率 | 連対率 |
| -------- | --- | --- | --- | ------- | -------- | ---- | ------ |
| 平地     | 251 | 224 | 270 | 1747    | 2492     | .101 | .191   |
| 障害     | 2   | 2   | 2   | 5       | 11       | .182 | .364   |
| 計       | 253 | 226 | 272 | 1752    | 2503     | .101 | .191   |

### 主な騎乗馬
- スズカシンプウ（1979年日経新春杯）
- パークボーイ（1979年セイユウ記念・アラブ王冠 (秋)）
- ハッピーオールトン（1984年クイーンステークス）
- チェリーフット（1985年ウインターステークス）

## 調教師成績
| 通算成績 | 1着 | 2着 | 3着 | 4着以下 | 騎乗回数 | 勝率 | 連対率 |
| -------- | --- | --- | --- | ------- | -------- | ---- | ------ |
| 平地     | 143 | 190 | 202 | 2617    | 3152     | .045 | .106   |
| 障害     | 7   | 6   | 11  | 121     | 145      | .048 | .090   |
| 計       | 150 | 196 | 213 | 2738    | 3297     | .045 | .105   |

|            | 日付           | 競馬場・開催   | 競走名          | 馬名               | 頭数 | 人気 | 着順 |
| ---------- | -------------- | -------------- | --------------- | ------------------ | ---- | ---- | ---- |
| 初出走     | 1991年7月13日  | 2回新潟1日目1R | アラ系2歳未勝利 | コメットサルター   | 8頭  | 7    | 6着  |
| 初勝利     | 1991年9月15日  | 4回中山4日目   | 5歳上500万下    | ユーワオージャ     | 10頭 | 2    | 1着  |
| 重賞初出走 | 1992年2月9日   | 1回東京4日11R  | 東京新聞杯      | マイネルヨース     | 10頭 | 7    | 6着  |
| 重賞初勝利 | 1999年12月19日 | 5回阪神6日11R  | 阪神牝馬特別    | ハイフレンドコード | 16頭 | 4    | 1着  |
| GI初出走   | 1992年5月17日  | 8回東京8日10R  | 安田記念        | マイネルヨース     | 18頭 | 15   | 10着 |

### 主な管理馬
- ハイフレンドコード（1999年阪神牝馬特別）

その他
- トーセンキャプテン